# Ulrich Heinemann
Ulrich Heinemann (* 1950) ist ein deutscher ehemaliger Ministerialbeamter und Historiker.

## Leben
Heinemann absolvierte nach der mittleren Reife eine Ausbildung zum Großhandelskaufmann. Im Anschluss an die Fachoberschulreife studierte er Betriebswirtschaft (Betriebswirt grad.), Berufspädagogik und Geschichte an der Fachhochschule und der Ruhr-Universität Bochum, das er mit dem ersten Staatsexamen für das Lehramt an berufsbildenden Schulen abschloss. Es folgte 1981 eine Promotion in Zeitgeschichte und eine Arbeit als Wissenschaftlicher Angestellter an der Ruhr-Universität Bochum bei Hans Mommsen. Danach war Heinemann in der Erwachsenenbildung und seit 1985 in der nordrhein-westfälischen Ministerialverwaltung tätig. Zunächst arbeitete er in der Landeszentrale für politische Bildung Nordrhein-Westfalen, seit 1991 war er Referatsleiter in der Staatskanzlei des Landes Nordrhein-Westfalen und ab 1999 Gruppenleiter im Wissenschaftsteil des damaligen Schul- und Wissenschaftsministeriums. Seit 2003 war er im Schulministerium Nordrhein-Westfalen als Abteilungsleiter zuständig für Lehreraus- und -fortbildung, Individuelle Förderung, Internationales, Qualitätsanalyse und Allgemeine Weiterbildung. Bis Ende 2015 arbeitete er als Abteilungsleiter im Ministerium für Schule und Weiterbildung des Landes Nordrhein-Westfalen.
Seit seiner Pensionierung ist Heinemann Lehrbeauftragter an den Universitäten Münster (Erziehungswissenschaften), Bochum (Sozialwissenschaft), Duisburg-Essen (Erwachsenenbildung) und Tübingen (Erwachsenenbildung).

## Schriften

### Monographien
- Die verdrängte Niederlage. Politische Öffentlichkeit und Kriegsschuldfrage in der Weimarer Republik (= Kritische Studien zur Geschichtswissenschaft, Band 59), Vandenhoeck & Ruprecht, Göttingen 1983, ISBN 3-525-35718-4 (zugleich: Diss., Univ. Bochum 1981).
- Ein konservativer Rebell. Fritz-Dietlof Graf von der Schulenburg und der 20. Juli, Siedler-Verlag, Berlin 1990, ISBN 3-88680-373-2; Taschenbuchausgabe im Goldmann-Verlag, München 1994.
- Bewegter Stillstand. Die paradoxe Geschichte der Schule nach PISA, Beltz-Juventa, Weinheim/Basel 2017, ISBN 978-3-7799-3496-7.

### Herausgeberschaften
- Reform an Rhein und Ruhr. Nordrhein-Westfalens Weg ins 21. Jahrhundert (hrsg. gemeinsam mit Karsten Rudolph u. a.), J.H.W. Dietz Nachf., Bonn 2000.
- Mythen – Möglichkeiten – Wirklichkeiten. 60 Jahre Nordrhein-Westfalen (hrsg. gemeinsam mit Jürgen Brautmeier)(= Düsseldorfer Schriften zur Neueren Landesgeschichte und zur Geschichte Nordrhein-Westfalens, Band 77), Klartext, Essen 2007.
- Heimat Nordrhein-Westfalen. Identitäten und Regionalität im Wandel (hrsg. gemeinsam mit Jürgen Brautmeier, Kurt Düwell, Dietmar Petzina) (= Düsseldorfer Schriften zur Neueren Landesgeschichte und zur Geschichte Nordrhein-Westfalens, Band 83), Klartext, Essen 2010.